# I Don't Think So (Dinosaur Jr.)
I Don't Think So è un brano musicale dei Dinosaur Jr. pubblicato nel 1994 nell'album Without a Sound e nel 1995 in un singolo e in un extended play.

## Descrizione
Tranne il primo brano, tutti gli altri vennero registrati durante un concerto presso la Brixton Academy di Londra l'8 ottobre 1994. Singolo ed EP vennero pubblicati nel Regno Unito e in Australia.

## Tracce

### Singolo
1. I Don't Think So – 3:33 (J Mascis)
2. Get Me (Live) – 5:55 (J Mascis)

### EP
1. I Don't Think So – 3:33 (J Mascis)
2. What Else Is New (Live) – 10:12 (J Mascis)
3. Sludge (Live) – 8:22

## Formazione
- J Mascis - chitarra, voce
- Mike Johnson: basso
- George Berz: batteria